# Stora Bergtjärnen, Värmland
Stora Bergtjärnen är en sjö i Karlstads kommun i Värmland och ingår i Göta älvs huvudavrinningsområde.